# Mira Meksi
Mira Meksi (ur. 1960 w Tiranie) – albańska tłumaczka i pisarka. Zasłynęła w Albanii swoim wkładem w tłumaczenie literatury hiszpańskojęzycznej na język albański.

## Życiorys
Uczyła się języka francuskiego w Tiranie, następnie kontynuowała naukę na terenie Francji i Hiszpanii. W 1996 roku założyła kwartalnik literacki Mehr Licht!, którego jest także redaktorką naczelną.
Do 2010 roku pełniła także funkcję dyrektora stacji telewizyjnej Alsat.

## Książki[2]
- Frosina e Janinës (2001)
- Porfida (2006)
- E kuqja e demave (2012)
- Mallkimi i priftëreshave te Ilirisë (2014)
- Pa zemër në kraharor (2016)
- Vrasje në Venecia (2016)
- Flutura mes gjinjve (2017)
- Diktatori në kryq (2019)
- Kutia e Agatha Christie-t (2021)
- Parisi vret (2023)